# Goniosomoides viridans
Genre
Espèce
Goniosomoides viridans, unique représentant du genre Goniosomoides, est une espèce d'opilions laniatores de la famille des Gonyleptidae.

## Distribution
Cette espèce est endémique de l'État de Rio de Janeiro au Brésil. Elle se rencontre vers Teresópolis.

## Description
Le mâle holotype mesure 6 mm.

## Publication originale
- Mello-Leitão, 1932 : « Opiliões do Brasil. » Revista do Museu Paulista, vol. 17, p. 1–505.